# Farrea costifera
Farrea costifera is een sponssoort in de taxonomische indeling van de glassponzen (Hexactinellida). De spons leeft diep in zee. Het skelet van de spons bestaat uit spicula van kiezel.
De spons komt uit het geslacht Farrea en behoort tot de familie Farreidae.